# Gene Allen
Gene Allen (ur. 17 czerwca 1918 w Los Angeles; zm. 7 października 2015 w Newport Beach) – amerykański scenograf filmowy.
Laureat Oscara za najlepszą scenografię do filmu My Fair Lady (1964) George'a Cukora. Był również nominowany do tej nagrody za filmy Narodziny gwiazdy (1954) i Roztańczone dziewczyny (1957), obydwa także w reżyserii Cukora. W latach 1983–85 pełnił funkcję przewodniczącego Amerykańskiej Akademii Filmowej (AMPAS), przyznającej Oscary.